# هرادتشانی-کوبریتسه
هرادتشانی-کوبریتسه (به چکی: Hradčany-Kobeřice) یک منطقهٔ مسکونی در جمهوری چک است که در ناحیه پروستییوو واقع شده‌است.
 هرادتشانی-کوبریتسه ۶٫۹۱ کیلومتر مربع مساحت و ۴۳۹ نفر جمعیت دارد و ۲۲۱ متر بالاتر از سطح دریا واقع شده‌است.